# Horní Planá

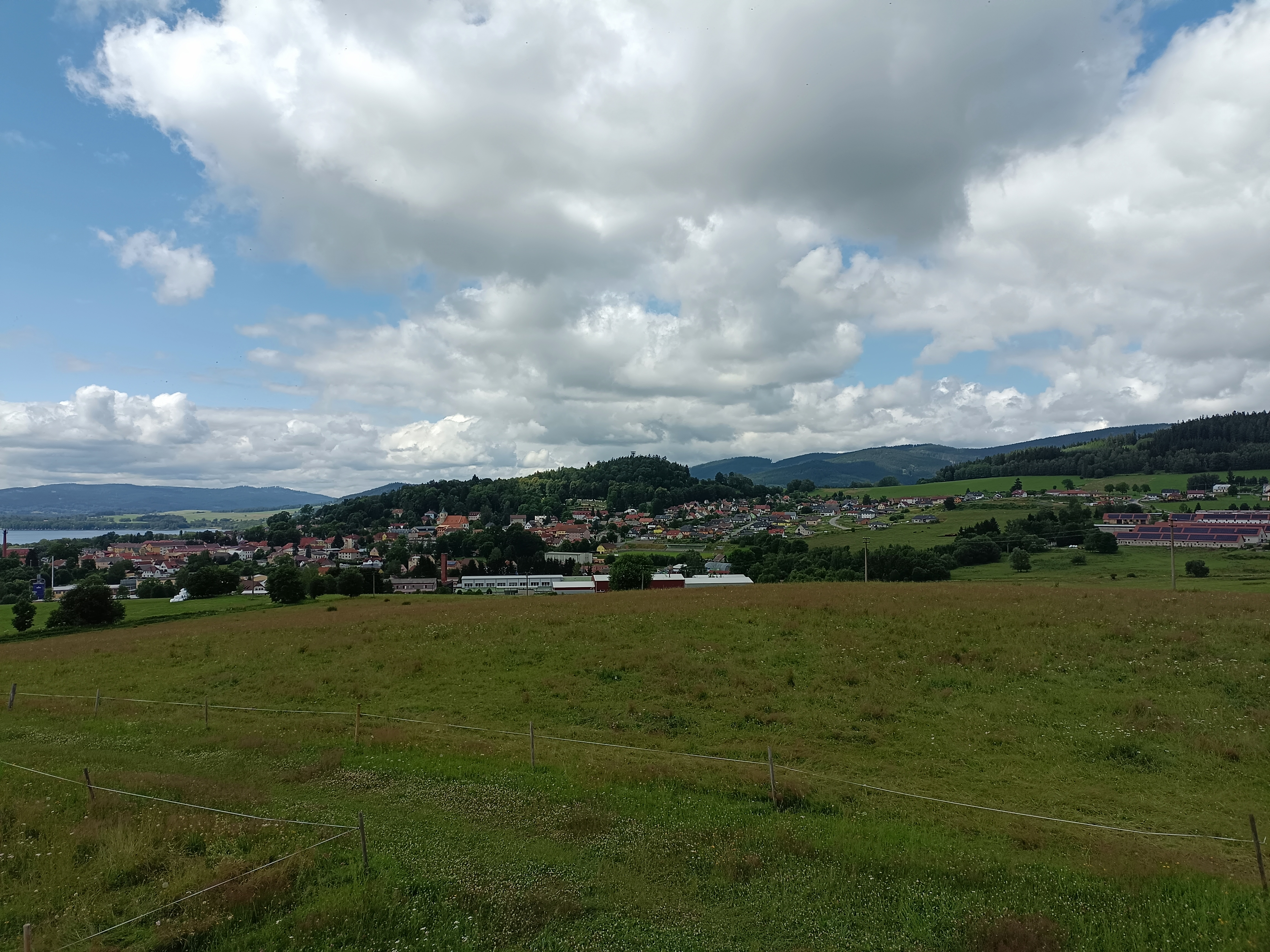
Blick auf Horní Planá

Horní Planá (deutsch Oberplan) ist eine Stadt im südböhmischen Okres Český Krumlov in Tschechien.

## Geographie

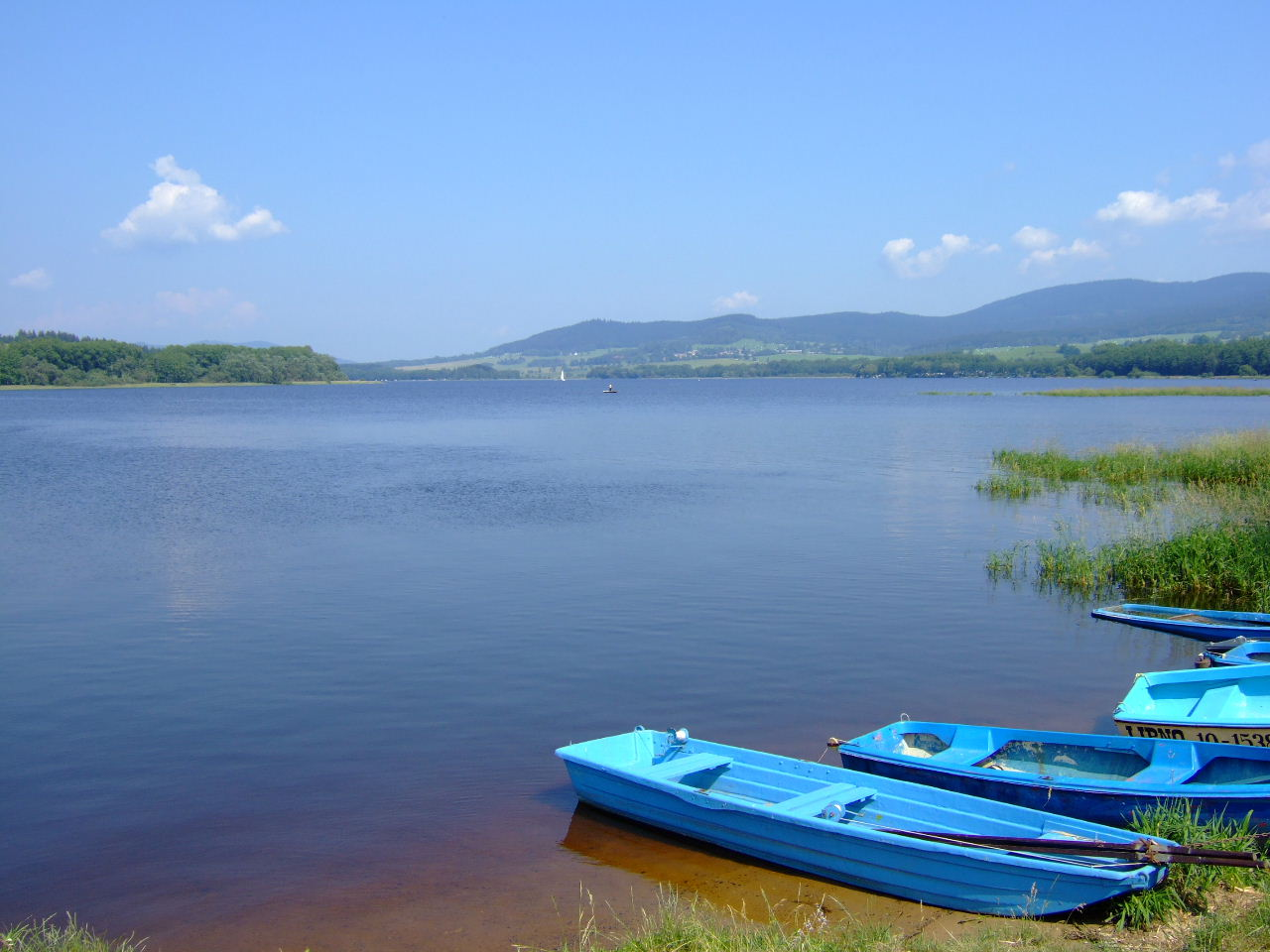
Lipno-Stausee in Horní Planá

Durch die Lage am nördlichen Ufer des Moldaustausees ist Horní Planá ein beliebter Ausflugsort. Jenseits des Stausees liegt im Süden die Ortschaft Přední Zvonková (Vorderglöckelberg). In einer Entfernung von etwa sieben Kilometern verläuft im Südwesten der Schwarzenberger Schwemmkanal und dahinter die Grenze zum österreichischen Mühlviertel.
Adalbert Stifter schildert die geografische Lage der gerodeten Landschaft und die „herumgestreuten Dörfer“ in seiner Erzählung Der beschriebene Tännling:

„Das Tal ist sanft und breit, es ist von Osten gegen Westen in das Waldland hinein geschnitten, und ist fast ganz von Bäumen entblößt, weil man, da man die Wälder ausrottete, viel von dem Überflusse der Bäume zu leiden hatte, und von dem Grundsatze ausging, je weniger Bäume überblieben, desto besser sei es. In der Mitte des Thales ist der Marktflecken Oberplan, der seine Wiesen und Felder um sich hat, in nicht großer Ferne auf die Wasser der Moldau sieht, und in größerer mehrere herumgestreute Dörfer hat. Das Tal ist selber wieder nicht eben, sondern hat größere und kleinere Erhöhungen. Die bedeutendste ist der Kreuzberg, der sich gleich hinter Oberplan erhebt, von dem Walde, mit dem er einstens bedeckt war, entblößt ist, und seinen Namen von dem blutroten Kreuze hat, das auf seinem Gipfel steht. Von ihm aus übersieht man das ganze Tal. Wenn man neben dem roten Kreuze steht, so hat man unter sich die grauen Dächer von Oberplan, dann dessen Felder und Wiesen, dann die glänzende Schlange der Moldau und die obbesagten Dörfer.“

Nachbarorte sind Hodňov (Honetschlag) und Olšina (Langenbruck) im Nordosten, Mokrá (Mugrau), Hůrka (Stuben) und Černá v Pošumaví (Schwarzbach) im Osten sowie Pernek (Berneck) im Nordwesten. Nördlich der Stadt befindet sich der Truppenübungsplatz Boletice sowie der 1220 Meter hohe Špičak (Spitzberg).

## Gemeindegliederung
Die Gemeinde Horní Planá besteht aus den Ortsteilen Bližší Lhota, früher Přední Štifta (Vorderstift), Hodňov (Honetschlag), Horní Planá (Oberplan), Hory (Spitzenberg), Hůrka (Stuben), Olšina, früher Dlouhé Mosty (Langenbruck), Pernek (Berneck) und Žlábek (Rindles). Grundsiedlungseinheiten sind Bližší Lhota, Hodňov, Horní Planá, Hory, Hůrka, Maňava-Pihlov (Pichlern), Olšina, Pernek, Pestřice (Stögenwald), Přední Zvonková (Vorderglöckelberg), Stará Hůrka, U nádraží und Žlábek.
Außerdem gehören zu Horní Planá mehrere Einschichten, darunter Jasenka, Jenišov (Hossenreith), Karlovy Dvory (Karlshof), Olšov (Olschhof), Račín (Ratschin), Valtrov (Waltersgrün) und Zadní Hamr (Hinterhammer) sowie die Wüstung Zadní Zvonková (Hinterglöckelberg).
Das Gemeindegebiet gliedert sich in die Katastralbezirke Horní Planá, Pernek, Pestřice und Zvonková (Glöckelberg).

### Nachbargemeinden
| Želnava     | Truppenübungsplatz Boletice                 | Polná na Šumavě  |
| Nová Pec    | Kompassrose, die auf Nachbargemeinden zeigt |                  |
| Ulrichsberg | Aigen-Schlägl                               | Černá v Pošumaví |

## Geschichte

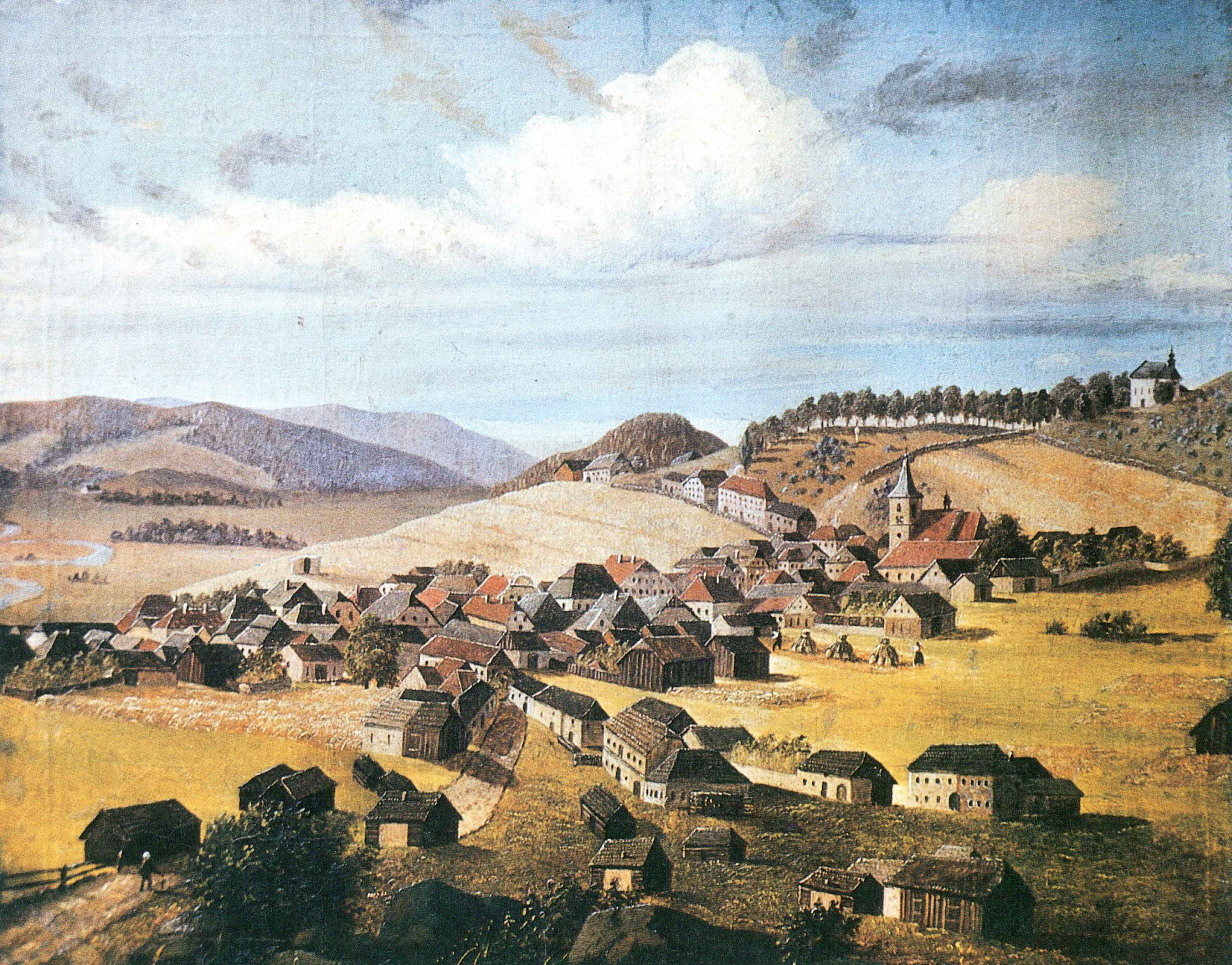
Ansicht um 1823 (Adalbert Stifter)

Oberplan gehörte seit 1263 zum Zisterzienser-Kloster Goldenkron. 1349 verlieh der böhmische König Karl IV. Oberplan das Marktrecht. Während der Hussitenkriege, in denen das Klostergut säkularisiert wurde, gelangte Oberplan 1420 an Ulrich II. von Rosenberg und damit an die Herrschaft Krumau, mit der es bis zur Aufhebung der Patrimonialherrschaft 1848 verbunden blieb.
1568 erhielt Oberplan von Kaiser Maximilian II. ein eigenes Wappen. Es zeigt einen nach rechts gerichteten Bären, der auf einem gerodeten Hügel sitzt und in seinen Vordertatzen die Rose des Adelsgeschlechts der Rosenberger hält, eine Blume mit goldener Mitte und grünem Laub. Der Legende nach sollen die Rosenberger aus dem altrömischen Fürstengeschlecht der Orsini (orsa/Bärin) hervorgegangen sein.

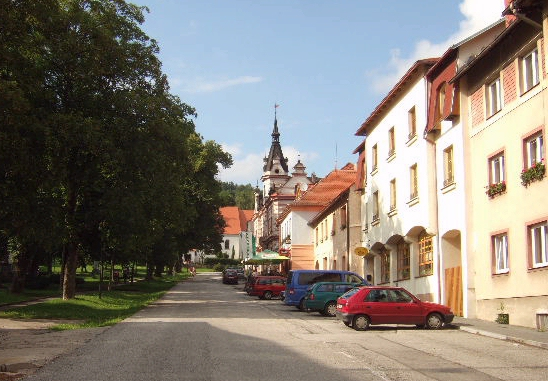
Stadtplatz (2009)

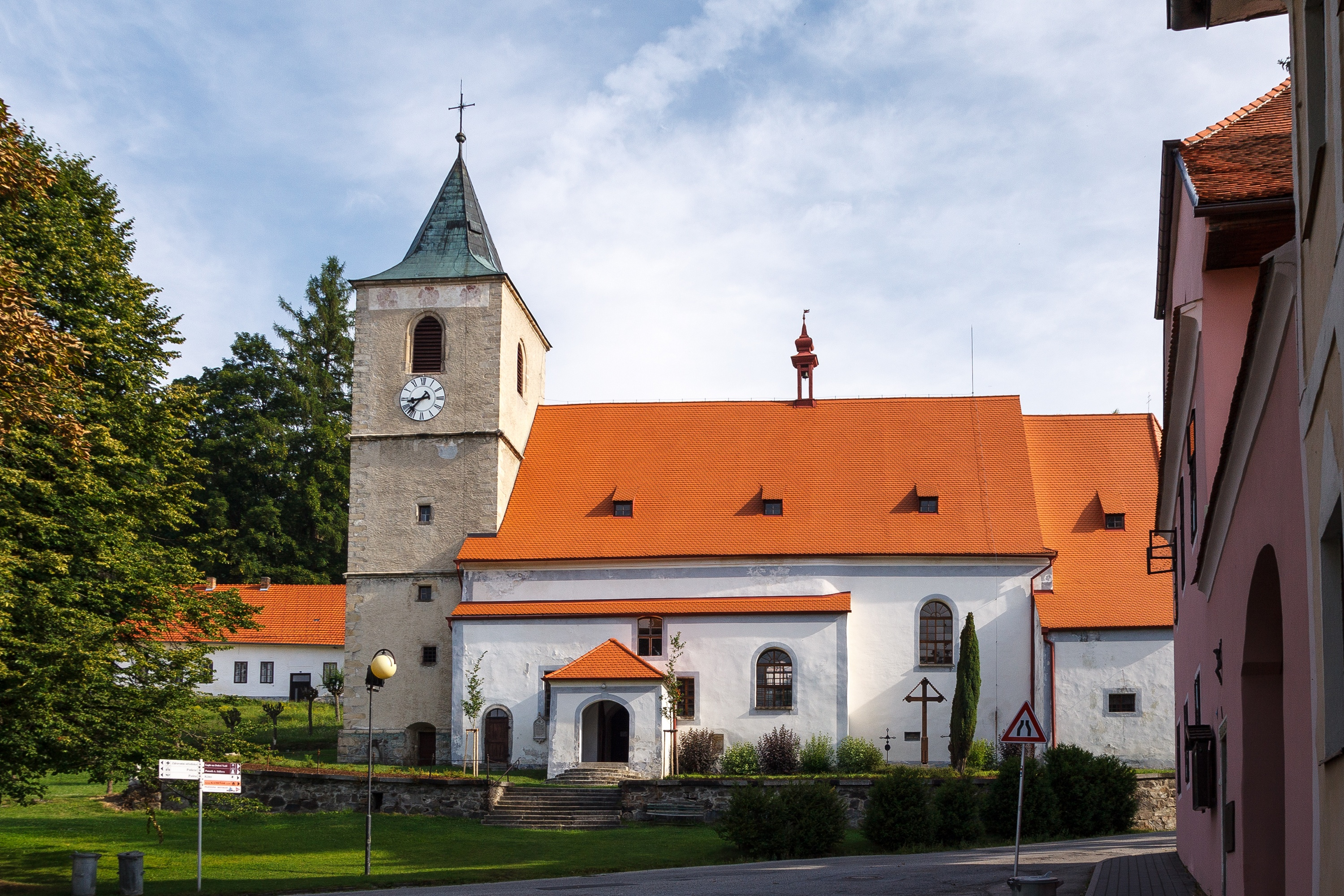
Pfarrkirche St. Margaretha

Seit 1850 bildete Oberplan einen eigenen Gerichtsbezirk (Gerichtsbezirk Oberplan). Mit dem Eisenbahnanschluss, der Oberplan 1892 erreichte, folgte ein wirtschaftlicher Aufschwung.
Nach dem Ersten Weltkrieg wurde die Habsburgermonarchie im Vertrag von Saint-Germain aufgelöst. Oberplan (Horní Planá) kam zur neu gegründeten Tschechoslowakei. Infolge des Münchner Abkommens wurde es 1938 mit dem Sudetenland an das Deutsche Reich abgetreten und gehörte bis 1945 zum Landkreis Krummau an der Moldau.
Nach dem Zweiten Weltkrieg wurde die deutschsprachige Bevölkerung von Oberplan vertrieben, ihr Vermögen durch das Beneš-Dekret 108 konfisziert und die katholische Kirche in der kommunistischen Ära enteignet. Durch die Vertreibung ging die Einwohnerzahl zunächst deutlich zurück.
Nach der politischen Wende von 1989 erfolgten Maßnahmen zum Ausbau der Infrastruktur, die vorwiegend den Besucherströmen in den Sommermonaten galt. Eine Ausweitung auf den Wintersport stößt auf den Widerspruch von Naturschützern.

## Bevölkerungsentwicklung
| Volkszählung | Einwohner gesamt | Nationalität | Nationalität | Nationalität |
| Jahr         | Einwohner gesamt | Deutsche     | Tschechen    | Andere       |
| ------------ | ---------------- | ------------ | ------------ | ------------ |
| 1900         | 1829             | 1825         | 4 (0,2 %)    | 0            |
| 1930         | 1598             | 1564         | 34 (2 %)     | 0            |
| 1939         | 1612             | -            | -            |              |
| 1991         | 1924             | -            | -            |              |

## Kultur und Sehenswürdigkeiten

### Bauwerke

#### Stifterhaus

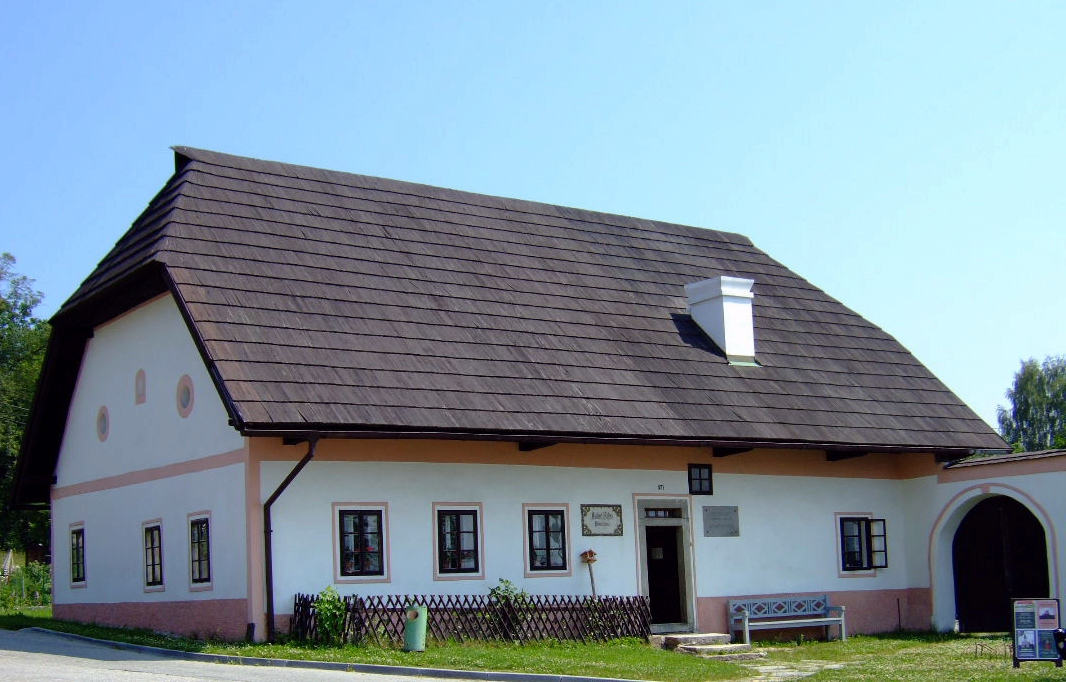
Geburtshaus von Adalbert Stifter

Im Geburtshaus des Schriftstellers Adalbert Stifter wurde 1960 auf Veranlassung der Staatlichen Denkmalpflege Prag eine Gedenkstätte errichtet, die vom Museum in Český Krumlov verwaltet wird. Die Gedenkräume im Stifterhaus wurden nach einem Entwurf des tschechischen Kulturhistorikers und Denkmalpflegers Hugo Rokyta vom Direktor des Krummauer Bezirksmuseums Jan Huleš ausgestattet. Dabei verwendete man unter anderem Originalmobiliar aus Stifterschem Besitz. In Anerkennung seiner Verdienste erhielt Rokyta, der hauptsächliche Vermittler Stifters in der ČSSR, 1995 die Ehrenbürgerschaft der Stadt Horní Planá/Oberplan. An der Vorderseite des Geburtshauses befindet sich die älteste Gedenktafel Adalbert Stifters von 1868. Eine tschechische Gedenktafel vom 23. Oktober 1960 lautet übersetzt: „In diesem Hause wurde am 23. Oktober 1805 Adalbert Stifter geboren. Er war ein treuer Sohn des Böhmerwaldes, dessen Schönheit und Vergangenheit er in seinen Werken besungen hat.“ Die neu geordnete zweisprachig konzipierte Dauerausstellung Adalbert Stifter und seine Heimat vermittelt umfangreiche biografische Daten und zeigt zahlreiche Werkausgaben. Sie gibt Einblick in Stifters weitere Tätigkeiten als Maler, Zeichner, Hauslehrer, Konservator und Schulreformer.

#### St. Margaretha
Die ursprünglich frühgotische Dekanatskirche St. Margaretha wurde in der zweiten Hälfte des 13. Jahrhunderts errichtet und um 1700 barockisiert. Sie enthält in ihrem ältesten Teil figurale Renaissancemalereien aus dem 16. Jahrhundert. An der Außenmauer der Pfarrkirche befinden sich ein Epitaph für die Mutter Adalbert Stifters und eine weitere einfache Gedenktafel für seinen Lehrer und ersten Förderer, den Landlehrer Josef Jenne.

#### Adalbert-Stifter-Denkmal

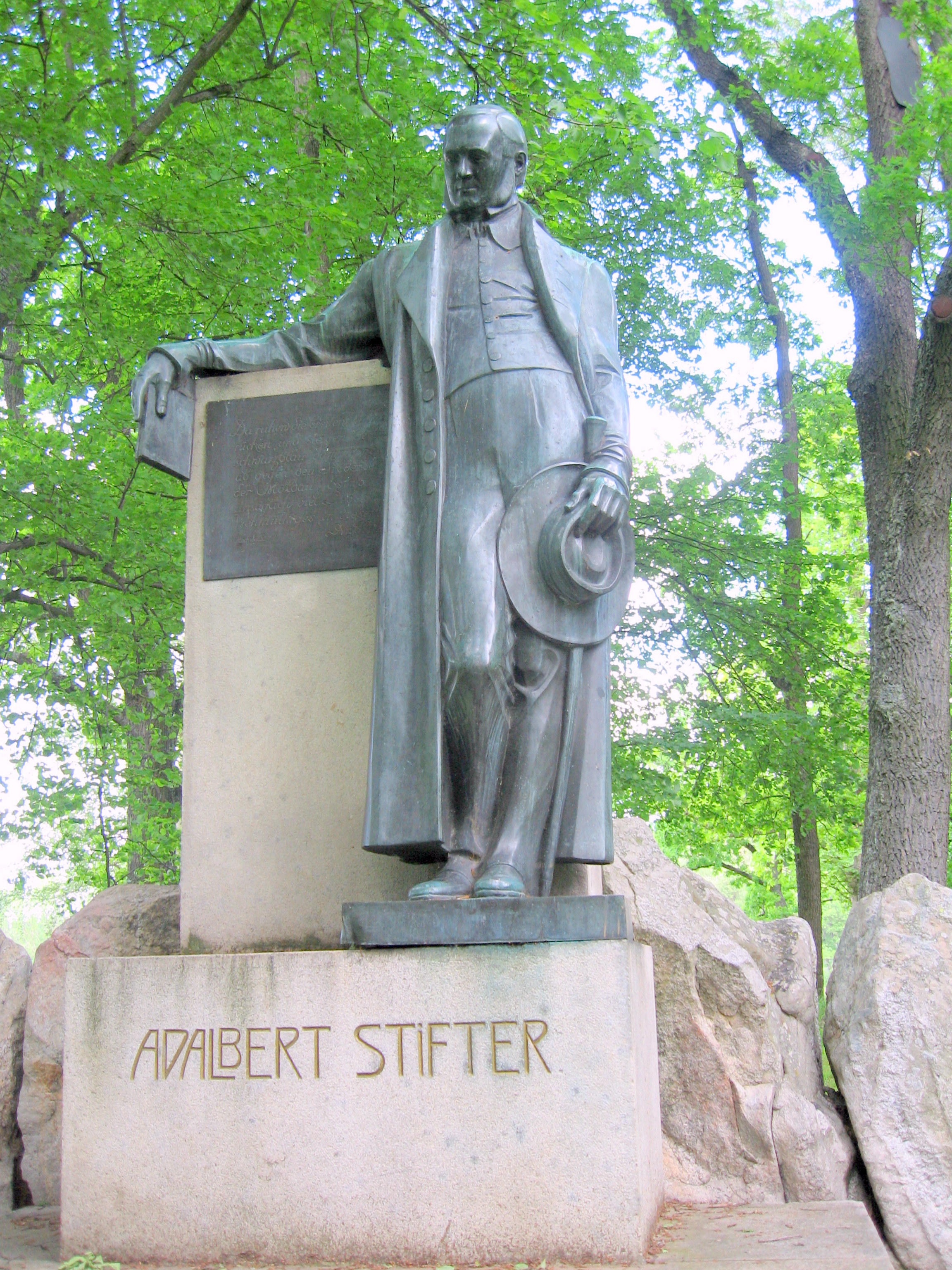
Stifterdenkmal auf dem Gutwasserberg von Karl Wilfert

Im Jahr 1906 wurde dort das Denkmal Adalbert Stifters von Karl Wilfert dem Jüngeren aus Eger enthüllt. Der Dichter wird als nachdenklicher Wanderer dargestellt, mit einem Buch in der Rechten, den Wanderhut in der Linken. Die strenge Linienführung der hochgereckten Gestalt im lange herabfallenden Wandermantel und die Schriftgestaltung sind der Formensprache der Wiener Secession verpflichtet. Die Bronzetafel auf dem Steinquader zitiert eine Passage aus Stifters Hochwald:
Da ruhen die breiten Waldes-
rücken und steigen lieblich
schwarzblau dämmernd;
ab gegen den Silberblick
der Moldau; Es wohnet
unsäglich viel Liebes und
Wehmütiges in diesem
Anblicke.
Die Konzeption des Denkmals diente als Vorbild für nachfolgende Dichterbilder Stifters: „Sie setzen Stifter mit Buch und abstützenden Armen in eine böhmische Kompositionslandschaft mit allen Requisiten einer Kulisse (Berghintergrund, Bäume, Findlinge, dunkler Waldsee), vor der der Dichter sinnend und denkmalgleich verharrt“. Von Park und Denkmal aus konnte man damals ungehindert auf die markanten Orte der Stifterschen Böhmerwaldlandschaft sehen, auf Oberplan, das Moldauherz, die Burgruine Wittinghausen, auf Hochficht, Plöckenstein und Dreisessel.

#### Gutwasserkapelle

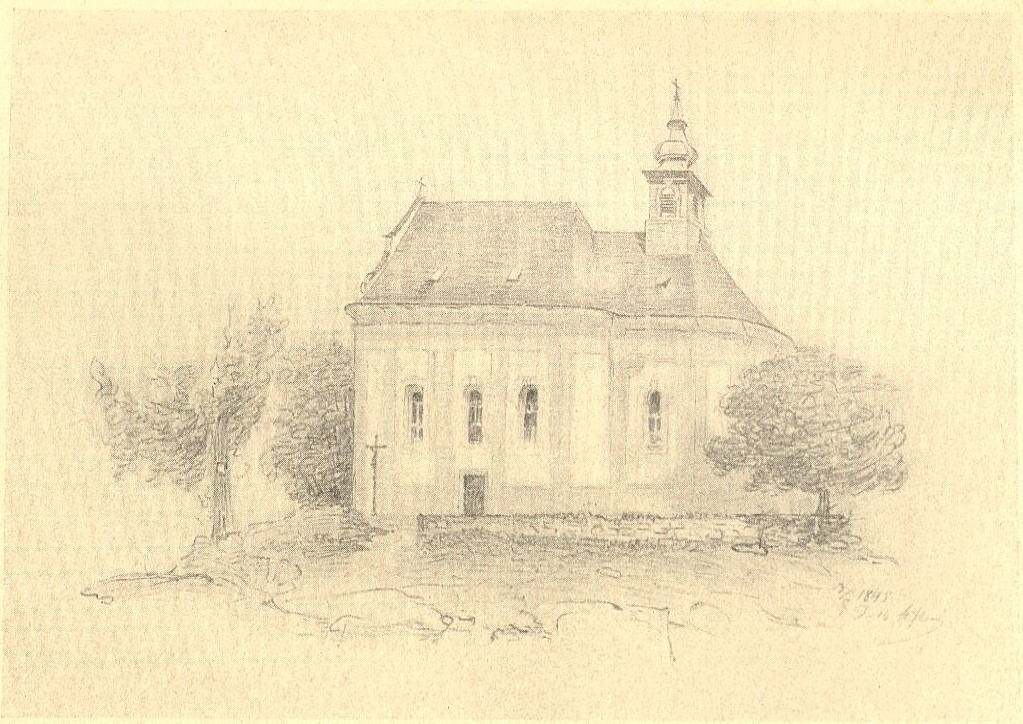
Adalbert Stifter: Gutwasserkapelle (1845)

Über dem Stifterdenkmal steht die spätbarocke Gutwasserkapelle von 1777 bis 1779, die der schmerzhaften Muttergottes zum guten Wasser geweiht ist (am 17. Oktober 1779 durch den Krumauer Prälaten Johann Franz Kfeller von Sachsengrün). Der Bau der Wallfahrtskirche ersetzte eine ältere Kapelle. Das gnadenreiche Wirken der Pietà bestimmt Stifters Novelle Der beschriebene Tännling, die Wallfahrtskapelle ist in seinem zeichnerischen Werk festgehalten.

#### Schwarzenberger Schwemmkanal
Der Schwarzenberger Schwemmkanal, rund sieben Kilometer südwestlich von Horní Plana, verbindet die Moldau mit dem Stromsystem der Donau und diente der Holzschwemme.

### Parks
Der Adalbert-Stifter-Park erstreckt sich auf dem Gutwasserberg/Dobrá Voda oberhalb der Stadt. Das nach dem Zweiten Weltkrieg verwilderte Areal wurde anlässlich des Stifterjahres 2005 rekultiviert. Das Gesamtprojekt der Neugestaltung wird vor allem getragen durch den Verein für Wiederherstellung und Entwicklung des Stifterparks am Gutwasserberg/Spolek pro obnovu a rozvoj Stifterova parku na Dobrà Vodě.

### Naturdenkmäler
Horní Planá liegt im Nationalpark und Landschaftsschutzgebiet Šumava und zeichnet sich durch eine artenreiche Natur aus.

### Sport
- Am Stadtplatz befindet sich ein Bowling-Restaurant mit drei Bahnen.
- Die Go-Kartbahn befindet sich an der Straße nach Hodňov.

### Regelmäßige Veranstaltungen
- Im Juli findet das dreitägige Margarethen-Volksfest statt.
- Im August wird das zweitägige Rock fest na letňáku veranstaltet.

## Wirtschaft und Infrastruktur

### Unternehmen
Als Stadt im größten Erholungsgebiet von Südböhmen sind hier hauptsächlich Bewirtungs- und Beherbergungsbetriebe und Campingplätze vorherrschend.

### Öffentliche Einrichtungen
- Gesundheitszentrum
- Kindergarten und Grundschule
- Seniorenheim
- VLS-Division Oberplan

### Bildung
Das Centrum Adalberta Stiftera/Adalbert-Stifter-Zentrum ist ein tschechisch-deutsch-österreichisches Studien-, Bildungs- und Begegnungszentrum. Die 1997 gegründete und beim Innenministerium in Prag registrierte Studien- und Bildungsinstitution befindet sich auf der Straße vom Stadtplatz zum Stausee Lipno. Jeden Herbst finden dort die „Oberplaner Gespräche“ (tschech. Hornoplánské rozpravy) statt, bei denen sich tschechische, deutsche und österreichische Politiker, Schriftsteller, Künstler, betroffene und interessierte Zeitzeugen treffen.

### Verkehr
- Der Bahnhof Horní Planá liegt an der Bahnstrecke České Budějovice–Černý Kříž.
- Die Stadt liegt an der Fernverkehrsstraße 39, welche nach Nordosten in die Fernverkehrsstraße 3 (nach Budweis) mündet und nach Westen am Stausee Lipno vorbei eine Verbindung mit der Fernverkehrsstraße 4 (Grenzübergang Strážný) herstellt.
- Fährverbindung Horní Plana–Bližší Lhota

## Persönlichkeiten
- Adolf Martin Pleischl (1787–1867), Universitätsprofessor, Chemiker und Mediziner, geboren in Hossenreith
- Adalbert Stifter (1805–1868), Dichter, Schriftsteller und Maler; Schulrat, Inspektor der oberösterreichischen Volksschulen, Konservator der Baudenkmäler in Oberösterreich
- Leopold Wackarž (1810–1901), Zisterzienser, Abt des Klosters Hohenfurth und Generalabt des Zisterzienserordens
- Johann Evangelist Habert (1833–1896), Komponist von Kirchenmusik, Publizist und Musiktheoretiker
- Franz Fischer (1867–1937), Schuldirektor, Verfasser volkskundlicher und historischer Artikel sowie der Gemeindechronik; Ehrenbürger von Horni Planá
- Gustav Jungbauer (1886–1942), Universitätsprofessor, deutsch-böhmischer Ethnograph und Sammler von Volksliedern, einer der Gründer des Böhmerwald-Museums in Horni Planà.